# Crosses
Crosses (стилизованно пишется †††) — американская электроник-рок-группа, образованная вокалистом Deftones Чино Морено и гитаристом Far Шоном Лопезом в 2010 году.

## История

### Основание и дебютный альбом (2010 — 2014)
В 2010 году проект был основан под названием The Holy Ghost. В феврале 2011 года было объявлено, что коллектив записал порядка 16 песен и намерен выпустить их на бесплатных EP через Интернет в течение года. Позже летом на сайте группы начали активно выкладываться ролики-тизеры с отрывками песен, тогда же появилось новое название группы — ††† (Crosses).
2 августа того же года было выпущен EP †, в которое вошло 5 песен. В записи принимали участие басист Guns N’ Roses Дафф Маккаган (бас на †his Is A †rick) и ударник Far Крис Робин. В ноябре этот релиз был перенесен на физический носитель. Лимитированное издание включило в себя розовый винил, USB-флешку с ремиксами на песни с EP и различные аксессуары для фанатов группы. 
Осенью была представлена новая композиция под названием The Years, ставшая саундтреком к игре Batman: Arkham City. В декабре стали появляться тизеры новых песен группы, также коллектив объявил о небольшом турне в США. В следующем году Crosses выступила на фестивалях Lollapalooza Chile и Quilmes Rock.
В начале 2012 года стала известна дата выхода EP †† — 24 января. В записи принимали участие Крис Робин (живые барабаны) и Молли Карсон (телефонный звонок на Fron†iers). За пару дней до релиза, 16 января, группа выпустила трек Prurien† через сайт журнала Rolling Stone. Предварительно группа выложила на свой сайт все дорожки этой песни, чтобы слушатели смогли сделать свой ремикс.
21 апреля того же года группа выпускает 7-дюймовый винил-сингл «Op†ion / †elepa†hy» для пятого юбилея День музыкального магазина. В честь него коллектив пригласили сыграть диджейский сет в Голливуде, в магазине Amoeba Music. 6 августа вышел сборник ремиксов на песни Роба Зомби, на котором появился ремикс от Crosses на песню «Dragula». В конце года песня «†elepa†hy» была использована в качестве саундтрека к игре Need for Speed: Most Wanted.
В течение 2013 года проект был временно заморожен, поскольку Морено был занят другими проектами. В сентябре того же года группа подписала контракт с Sumerian Records, а в октябре объявила о выходе нового релиза в конце года, но впоследствии дата была перенесена, также на стриминге вышел первый трек с грядущего альбома — «†he Epilogue». В начале ноября сингл стал доступен в iTunes), также был представлен второй трек — «Bi†ches Brew». 25 ноября на сайте Rollingstone.com состоялась премьера клипа нового сингла, режиссёром которого стал Рауль Гонзо.
Релиз дебютного альбома состоялся в феврале 2014, в него вошли как и переработанные треки с предыдущих EP, так и новый материал из пяти треков (которые являются третьим ЕР). 19 апреля, в День музыкального магазина, группа выпустила на 10-дюймовом виниле переиздание своих EP и представила EP †††. В том же году коллектив выступил в рамках австралийского фестиваля Soundwave и устроил весенний тур по США.

### Новый материал (2020 —)
24 декабря 2020 года Crosses выпустила кавер на песню «The Beginning of the End» группы Cause and Effect, что является первым релизом проекта с 2014 года. Ровно год спустя, 24 декабря 2021 года, группа выпустила кавер на песню «Goodbye Horses» американской певицы Q Lazzarus, тогда же было объявлено, что коллектив подписал всемирный контракт с Warner Bros. Records на запись новой музыки в начале следующего года.
18 марта 2022 года был выпущен двойной сингл «Initiation/Protection», на первый трек также вышел клип.

## Стиль
Музыкальный стиль является смесью альтернативного рока с большим влиянием электронной музыки, в котором преобладают синтезаторы, а ритмическая секция в основном строится на драм-машине. Тем самым, группе часто приписывают к таким жанрам, как электроник-рок, дарквейв, дарк-поп, дрим-поп и витч-хаус. Однако, некоторые критики отмечают, что Crosses имеет сходство с витч-хаус лишь по эстетике и образам, чем по музыке, но влияние жанра неоспоримо. Сам вокалист в интервью российскому телеканалу A-ONE сказал, что музыка проекта близка к пост-року.

## Участники группы
- Чино Морено (англ. Chino Moreno) — вокал (2010-настоящее время)
- Шон Лопез (англ. Shaun Lopez) — гитара, клавиши, программирование (2010-настоящее время)
- Чак Дум (англ. Chuck Doom) — бас-гитара (2010-настоящее время)

Туровые и сессионные участники
- Крис Робин (англ. Chris Robyn) — барабаны (Far) (2011-2013)
- Дино Кампанелла (англ. Dino Campanella) — барабаны, клавиши (Dredg) (2012-настоящее время)
- Джоно Эванс (англ. Jono Evans) — гитара, клавиши, программирование (Endless Hallway) (2012-настоящее время)

## Дискография
Студийные альбомы
- ††† (2014)
- Goodnight, God Bless, I Love U, Delete (2023)

EP
- EP † (2011)
- EP †† (2012)
- EP ††† (2014)

Синглы
- "Op†ion / †elepa†hy" (2012)
- "†he Epilogue" (2013)
- "The Beginning of the End" (2020) (кавер)
- "Goodbye Horses" (2021) (кавер)
- "Initiation / Protection" (2022)

Видеоклипы
- "Bi†ches Brew" (2013)
- "†he Epilogue" (2014)
- "Initiation" (2022)

Другие релизы
- "The Years" (2011) (саундтрек к Batman: Arkham City)
- "Dragula" (remix) (2012) (ремикс-альбом Mondo Sex Head)